# Tommaso Maria Ghilini
Tommaso Maria Ghilini (né le 5 août 1718 à Alessandria della Paglia, au Piémont, alors dans le royaume de Sardaigne et mort le 3 avril 1787 à Turin) est un cardinal italien du XVIIIe siècle.

## Biographie
Tommaso Maria Ghilini exerce diverses fonctions au sein de la Curie romaine. Il est nommé archevêque titulaire de Rhodes (de) en 1763 et est envoyé comme nonce apostolique en Flandre (en). Il est nommé secrétaire du Sacra Consulta en 1775. 
Le pape Pie VI le crée cardinal-prêtre lors du consistoire du 1er juin 1778.
Le cardinal Ghilini meurt à Turin le 3 avril 1787 à l'âge de 68 ans. 

## Succession apostolique
Tommaso Maria Ghilini a ordonné les évêques suivants :
- Évêque Raimondo Moncada (it), C.R. (1782)
- Évêque Raimondo Fusco, O.F.M.Conv. (1785)